# Thanh Lang
Thanh Lang là một xã thuộc huyện Thanh Hà, tỉnh Hải Dương, Việt Nam.
Xã có diện tích 8,19 km², dân số năm 1999 là 7.007 người, mật độ dân số đạt 856 người/km².